# Atrydzi

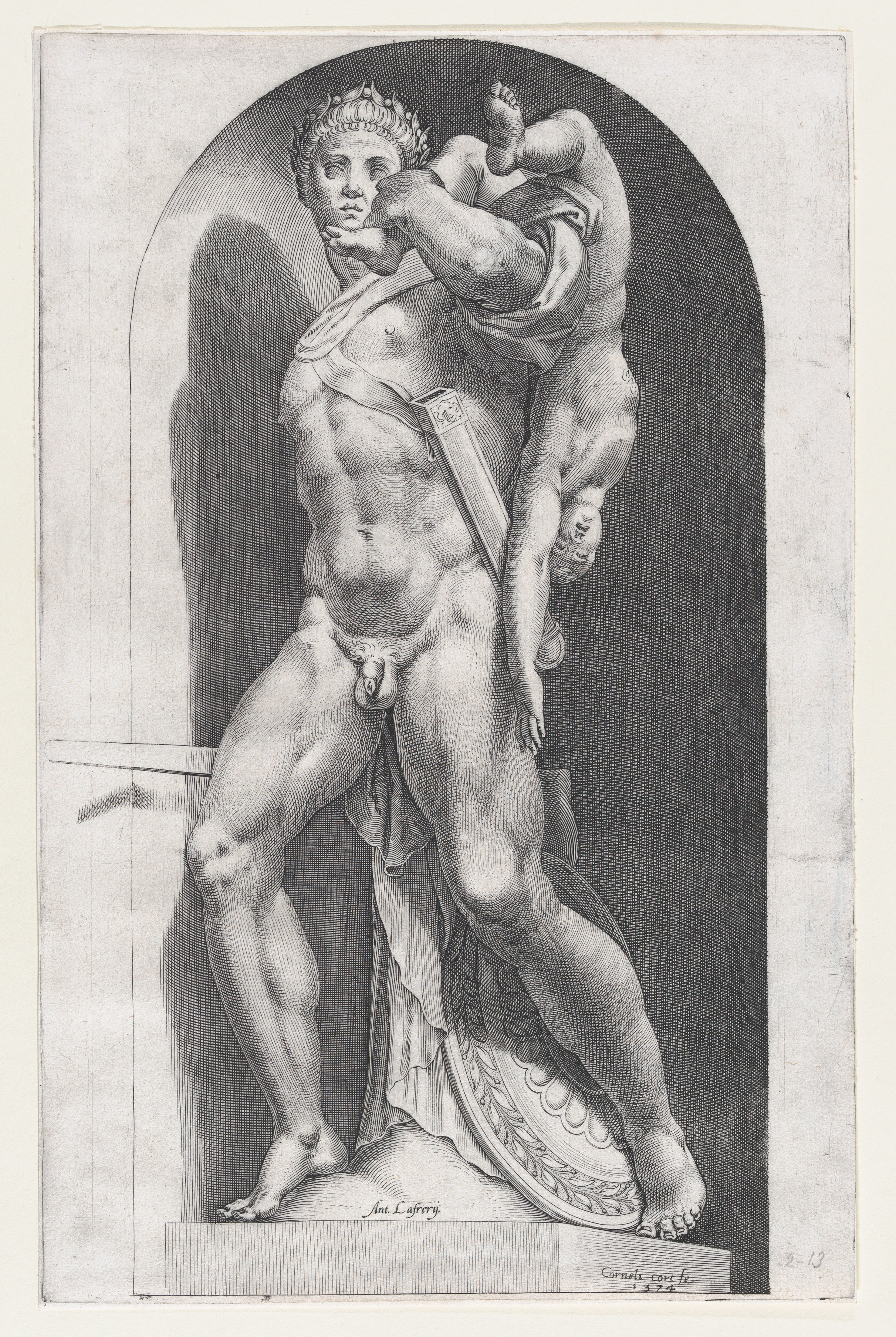
Atreus Farnese, grafika

Atrydzi – w mitologii greckiej potomkowie króla Myken, Atreusa. Cały ród Atrydów obciążony był klątwą, jaką rzucili bogowie po popełnieniu przez protoplastę rodu, Atreusa, licznych okrutnych zbrodni w walce o tron mykeński. Synami Atreusa byli Agamemnon i Menelaos. Pierwszy zginął z ręki swej żony Klitajmestry (jego małżeństwo, do którego doszło w wyniku zbrodni, również było przeklęte). Bogowie przebaczyli dopiero synowi Agamemnona, Orestesowi i zdjęli klątwę z rodu.